# Пондсмит, Майкл
Майкл (Майк) Элин Пондсмит (англ. Michael (Mike) Alyn Pondsmith) — американский дизайнер ролевых, настольных и компьютерных игр. Он наиболее известен работами для издателя R. Talsorian Games, для которого разработал большую часть игр компании с момента её основания в 1982 году. Пондсмит указывается в качестве автора многих ролевых игр, в том числе Mekton (1984), Cyberpunk 2020 (1988) и Castle Falkenstein (1994). Он также участвовал в разработке игровых миров для ролевой игры Dungeons & Dragons, включая Forgotten Realms и Oriental Adventures, работал на разных должностях в индустрии компьютерных игр и участвовал в создании нескольких настольных игр. Также Пондсмит работал в качестве инструктора в Технологическом колледже DigiPen.

## Ранняя жизнь и образование
Майкл Элин Пондсмит родился в семье военного. Его отец — психолог и офицер воздушных сил, путешествовавший по всему миру с воздушными силами в первые 18 лет жизни Майка. Майкл окончил Калифорнийский университет в Дейвисе, получив степень бакалавра искусств по графическому дизайну и бакалавра наук по бихевиоризму:207. По воспоминаниям Пондсмита, он создавал игры ещё будучи ребёнком, а в колледже познакомился с концепцией ролевых игр с ручкой и бумагой благодаря своему другу, раздобывшему копию D&D. Имея за спиной огромный опыт в морских военных играх, он заинтересовался геймплейными механиками, использующимися в D&D, но не её фентезийным миром. Позже он, однако, очень заинтересовался научно-фантастической игрой Traveller, выпущенной в 1977 году компанией Game Designers’ Workshop. Разочаровавшись в используемых там механиках, Пондсмит переписывает её под названием Imperial Star для персонального использования. В дальнейшем Пондсмит назовёт Traveller лучшей ролевой игрой из списка «Hobby Games: The 100 Best» издательства Green Ronin.

## Ранняя карьера
Перед тем как приступить к созданию ролевых игр с ручкой и бумагой, Пондсмит работал в индустрии компьютерных игр в качестве графического дизайнера. Его первой работой после колледжа было создание дизайна упаковок и рекламных материалов для ныне закрытой компании California Pacific Computer Company (CPCC), в то время фокусировавшейся на распространении японских игр на западном рынке. Далее он работал в качестве дизайнера для игр Билла Баджа, а также для ранних игр серии Ultima, разработанных Ричардом Гэрриотом, все из которых были изданы CPCC. После этого Пондсмит ушёл из CPCC в связи с проблемами внутри компании, и начал работать в типографии Калифорнийского университета в Санта-Крузе:207.
По словам Пондсмита, в начале 80-х годов в сфере компьютерных игр было практически нечего делать из-за ограничений доступных технологий. Большая часть игр, изданных CPCC, была разработана под компьютеры Apple II. Будучи игроком в настольные игры с ручкой и бумагой, он заинтересовался созданием подобных игр. Благодаря своей работе в типографии, у него был доступ к современным компьютерам с продвинутым программным обеспечением, использующимся для вёрстки книг и журналов. Благодаря этому он разработал меха-игру Mekton, основанную на японских манга-книгах, на которые он ранее наткнулся. Благодаря своему интересу к ролевым настольным играм, он прекратил карьеру в области графического дизайна и сфокусировался на геймдизайне (хотя он создал дизайн и вёрстку большинства книг R. Talsorian Games).

### Ролевые игры
Первая разработанная Майком игра, Mekton, была выпущена в 1984 году. Пондсмит признаётся, что наибольшее влияние на игру оказала манга Mobile Suit Gundam, написанная на японском языке. Майк не понимал текст, а потому неточно воспроизвёл мир манги, опираясь исключительно на графическую составляющую комиксов. В первоначальном виде, Mekton фокусировалась на боевых механиках и не содержала каких-либо ролевых элементов; она была создана как чистая тактическая боевая игра. Успех Mekton убедил Пондсмита, что он может зарабатывать на жизнь геймдизайном, и он основал компанию R. Talsorian Games (RTG) в 1985 году:207–208. В 1986 году Mekton была переиздана в качестве полноценной ролевой игры, в качестве авторов указывались Пондсмит и Майк Джонс. В 1987 году RTG издала другую игру Пондсмита, вдохновлённую японской мангой, Teenagers from Outer Space:208. В 1987 году Пондсмит выпустил Mekton II, содержащую механики ролевой системы Interlock System, в дальнейшем используемые в играх серии Cyberpunk с незначительными модификациями. В 1989 году Teenagers from Outer Space была переиздана со значительными изменениями механик. Такие игры, как Cyberpunk (в дальнейшем  Cyberpunk 2020) и Cyberpunk V3, были переведены на 9 языков. Далее последовали игры Dream Park (1992), Cybergeneration (1993) и Castle Falkenstein (1994).

### Системы Interlock и Fuzion
Помимо работы в RTG, Пондсмит участвовал в разработке серии Champions компании Hero Games. Его работа в основном заключалась в помощи редактирования таких книг, как Alliances для Champions: New Millennium. Здесь он познакомился с системой Hero System, разработанной Hero Games, которую он впоследствии решил объединить с системой Interlock System, используемой в большинстве игр RTG на тот момент. В результате родилась система Fuzion, которая стала использоваться в дальнейших играх RTG, в том числе — в третьем издании игры Cyberpunk. В предисловии к третьему изданию Cyberpunk Пондсмит охарактеризовал эти изменения как необходимые для рационализации игры и привлечения новых игроков, однако они получили смешанные оценки. Права на Fuzion находятся у Пондсмита, а также у Стива Петерсона и Рэя Грира из Hero Games:150.

### Maximum Mike
Майк Пондсмит использует своё альтер эго Maximum Mike во множестве книг Cyberpunk. В отличие от других многократно используемых персонажей, Maximum Mike часто ломает четвёртую стену и говорит непосредственно с читателем.

## Cyberpunk 2077
30 мая 2012 года было подтверждено, что Майк Пондсмит совместно с CD Projekt RED работает над компьютерной игрой, разворачивающейся во вселенной Cyberpunk. 18 октября 2012 года было открыто название проекта — Cyberpunk 2077. Сразу после этого Брайн Крецент из журнала Polygon выяснил, что Пондсмит также работает над новой версией настольной игры, которая должна развить жанр. В интервью для GameSpot Марцин Ивиньский, основатель CD Projekt, объяснил, что участие Пондсмита в разработке игры в основном выражается в аспектах игрового мира и игровых механик, однако не происходит на ежедневной основе из-за расстояния между сторонами. Разработчики компьютерной игры, Майк Пондсмит и другие геймдизайнеры RTG участвуют в наполнении cyberpunk.net, свежесозданного интернет-блога.     

## Личная жизнь
У Пондсмита есть жена, Лиза, и сын Коди, которые также работают в RTG. Хотя Майк и Лиза встречались и раньше, их отношения начались в районе 1977 года, когда они оба учились в колледже. Они поженились в феврале 1982 года. Лиза выступает генеральным менеджером RTG и указывается в качестве автора многих игр, наиболее значимыми из которых является книга The Memoirs of Auberon of Faerie для системы Castle Falkenstein (совместно с Джеффом Граббом). Коди указывается в качестве члена команды производства в дополнении Flashpak для Cyberpunk V3.0. Он также участвовал в продвижении и связям с общественностью по поводу стимпанковской игры RTG, Castle Falkenstein.